# Cheveuges

Cheveuges este o comună în departamentul Ardennes din nordul Franței. În 1 ianuarie 2022 avea o populație de 470 de locuitori.